# Rio Preto (District fédéral)
Pour les articles homonymes, voir Rio Preto.
 (août 2014).
Si vous disposez d'ouvrages ou d'articles de référence ou si vous connaissez des sites web de qualité traitant du thème abordé ici, merci de compléter l'article en donnant les références utiles à sa vérifiabilité et en les liant à la section « Notes et références ».
Le rio Preto est un cours d'eau brésilien du District fédéral, qui marque la limite orientale avec les États de Goiás et du Minas Gerais. Il finit son cours dans l'État de Goiás.